# Vernalització
La vernalització és la promoció de la floració per un tractament de fred previ durant la fase de planta jove. La percepció d'aquest fred es fa als borrons. Sobretot les plantes de dia llarg, com el blat, necessiten la vernalització per a florir.
Sembla que hi ha un fitoregulador (hormona vegetal) específic de la vernalització que de moment anomenen vernalina. També s'està començant a investigar el paper de les gibberil·lines (reguladors hormonals) en la vernalització.
Si més no, la vernalització és un procés poc estudiat i encara no se'n coneix del tot el funcionament.